# Daria (groupe français)
Pour les articles homonymes, voir Daria.
Daria est un groupe de rock français, originaire d'Angers, en Maine-et-Loire. Le groupe est actif depuis 2000 et comprend actuellement Camille Belin (guitare, chant), Étienne Belin (guitare), Pierre-Yves Sourice (basse) et Arnaud Ligonniere (batterie).

## Biographie
L’histoire de Daria débute à Angers avec deux amis d’enfance : Camille Belin et Germain Kpakou. Très vite rejoint par Étienne Belin, le groupe se fait remarquer sur la scène locale, ouvrant pour The Libertines en décembre 2002 au Chabada,. Parmi leurs diverses influences sont souvent cités les Thugs, également originaires d'Angers.
Les deux premiers albums du groupe sont enregistrés au studio Black Box dans la région d'Angers et sont produits par Ian Burgess, connu pour son travail avec Shellac, Ministry ou PJ Harvey. L'album Red Red, enregistré en condition live, sort en avril 2012, suivi de plusieurs tournées dans une dizaine de pays aux côtés d’Against Me!,  Kepone, Seaweed. En mars 2013, Daria se produit sur la scène du festival SxSW à Austin.
Désormais accompagné d'un nouveau batteur, le groupe compose en six mois et enregistre en dix jours à Baltimore chez le producteur James Robbins (Jawbox, Burning Airlines) son quatrième album, Impossible Colours. Celui-ci sort au début de l'année 2016 sur le label allemand Arctic Rodeo Recordings. Il s'ensuit une tournée qui mène le groupe en France, en Angleterre, en Allemagne et aux États-Unis accompagné à la guitare par J. Robbins.
En 2018, Camille et Étienne Belin lancent le groupe L.A.N.E avec Pierre-Yves et Éric Sourice des Thugs, plus Félix Sourice, fils de Pierre-Yves. Le E.P Teaching not to Pray sort en 2018. L'album A Shiny Day sort l'année suivante, puis Pictures of a Century en 2020 et enfin Where Things Were en 2023.
Camille et Étienne Belin sortent en parallèle trois albums sous le nom de Do Not Machine entre 2018 et 2024, avant de reformer cette même année Daria, avec Pierre-Yves Sourice (ex-Thugs) qui accompagne les frères Belin en remplacement de Germain.

## Discographie

### Albums studio
- 2001 - The August Effect (EP) (A.S.A. Music)
- 2004 - Tubes are Warming Up (EP) (A.S.A. Music)
- 2006 - Silencer (A.S.A. Music)
- 2009 - Open Fire (Crash Distro)
- 2012 - Red Red (Yotanka Productions / Differ-Ant)
- 2016 - Impossible Colours (Artic Rodeo Recordings)
- 2024 - Fall Not (Twenty Something / L'Autre Distribution)

## Membres

### Membres actuels
- Camille Belin - guitare, chant[8]
- Étienne Belin - guitare
- Pierre-Yves Sourice - basse
- Arnaud Ligonniere - batterie

### Ancien membre
- Mathieu Gazeau- batterie
- Simon - batterie
- Germain Kpakou - basse
- Benoit chevalier - batterie